# LOVE 2000 (hitomi의 노래)
〈LOVE 2000〉(라부 니센)은 2000년 6월 28일에 발매된 hitomi의 17번째 싱글이다. hitomi 최초의 맥시 싱글이다. 발매원은 avex trax.

## 해설
- 《극공간 프로야구 2000》(닛폰 TV) 6·7월도와 일본 시리즈 제2전 이미지 송이다.
- 2000년에 개최된 시드니 올림픽 여자 마라톤 에서 우승한 전 마라톤 선수 다카하시 나오코는 마라톤 연습 중 레이스 전에 이 곡을 들으면서 텐션을 올리고 있었다. 이에 따라 미디어에서도 다루어지고 재주목을 받고 있어 그 이후 육상경기 관련 뉴스가 다루어질 때는 이 곡이 흐르기도 한다.
- 가이드곡의 단계에서는, 노래는 '봄은 어디에서 오는 것일까'였지만 hitomi라면 '사랑'일까라고 생각해, 현재의 형태가 되었다.[1]

## 수록곡
전체 편곡: 와타나베 젠타로
1. LOVE 2000 (4:25)
(작사: hitomi, 작곡: 카마타 마사토)
  - 닛폰 TV계 《극공간 프로야구 2000》 6·7월도, 일본 시리즈 제2전과 거인 일본 제일 축승회의 이미지 송
2. REGRET (4:29)
(작사: hitomi, 작곡: 카마타 마사토)
3. アイドルを探せ (3:15)
(작사: 샤를 아즈나부르, 작곡: 조지 가바렌츠)
  - 실비 바르탕이 부른 1964년의 프랑스 영화 《Cherchez l'idole》의 주제가의 커버.
  - 시세이도 'TAPHY' CM송
  - 가사 카드에는 「アイドルを探せ（LA PLUS BELLE POUR ALLER DANSER)」라고 적혀 있다.
4. destiny (4:32)
(작사: hitomi, 작곡: 카마타 마사토)
  - 아사히 방송 《유리의 지구를 구해줘》 이미지송

## 커버
LOVE 2000
- 콘 나츠미 - 2018년, TV 애니 《아니마 엘!》 제8화 삽입곡.
- 하라 사유리, 아오키 루리코, 야마시타 나나미 - 2022년, 앨범 《CINDERELLA PARTY! デレぱにぱにック＆デレパノココロ ～信じられないくらい素敵なCD～》에 수록.
- 야나미 안나(토노 히카루) - 2024년, TV 애니 《패배 히로인이 너무 많아!》 제1~4화 엔딩 테마.